# Antologia n° 1
Antologia n° 1 è un album, autoprodotto, del gruppo I Trilli pubblicato nel 2000.

## Tracce
1. Trilli Trilli (Anonimo, Darini)
2. Madonninn-a di pescoei (Carbone, Vigevani)
3. A l'ea unn-a figgetta (Merli, Darini)
4. Oh che bei tempi (Merli, Zullo)
5. Foxe de Zena (Piccone)
6. Ma se ghe penso (Margutti, Cappello)
7. Boccadaze (Carbone, Margutti)
8. Sensa moae (Isopiro)
9. L'ultimo tango (Merli, Zullo)
10. O barcaieu (Balzani, Pizzicaria)
11. Faela ballà (Anonimo)
12. Vico drito Pontexello (Nilioni, De Liperi, Zullo)